# Омский район
О́мский район — административно-территориальная единица (район) и муниципальное образование (муниципальный район) на юге центральной части Омской области России.
Административный центр — посёлок Ростовка (администрация в городе Омске).

## География
Площадь района — 3600 км². Основные реки — Иртыш, Омь.
Территория района расположена вдоль среднего течения реки Иртыш и нижнего течения реки Омь, в лесостепной зоне, между 54,35° и 55,25° с. ш., 72,50° и 74,20° в. д., и занимает площадь 3680 км². Иртыш делит район на левобережье и правобережье. Омь разделяет правобережье на северную и южную части. Схематическое очертание района связано во многом с руслом Иртыша, который южнее впадения в него Оми уходит далеко на запад, а затем постепенно возвращается на восток, образуя глубокую излучину. Протяженность Омского района с севера на юг составляет 120 км, а с востока на запад — 60 км.
Омский район граничит на севере с Саргатским и Горьковским районами, на востоке — с Кормиловским районом, на юге — с Черлакским, Азовским и Таврическим, на западе — с Любинским и Марьяновским районами области. Омский район формировался вокруг г. Омска.

## История
Район образован в 1929 году в составе Омского округа Сибирского края:
- 30 сельских советов передано из Корниловского района (Аксаковский, Александровский, Алексеевский, Андреевский, Богдановский, Богословский, Веселопривальский, Дубровинский, Ефимовский, Зотинский, Игнатьевский, Корниловский, Латышский, Михайловский, Михеевский, Некрасовский, Никитинский, Новороссийский, Павлодаровский, Половинский, Пушкинский, Ростовкинский, Самаринский, Сосновский, Сперановский, Станционно-Богдановский, Сыропятский, Фабричный, Фоминовский, Черниговский сельские советы);
- 18 сельских советов передано из Бородинского района (Александровский, Верхнебитинский, Давыдовский, Демьяновский, Захламинский, Ильинский, Калиновский, Красноярский, Лежанский, Максимовский, Николаевский, Новотроицкий, Осиповский, Покровский, Суховский, Трусовский, Чернолучинский, Шпехтовский сельские советы);
- 8 сельских советов передано из Ачаирского района (Ачаирский, Верхнеильинский, Евтушинский, Новостаничный, Покрово-Иртышский, Серебряковский, Усть-Заостровский, Черёмуховский сельские советы);
- 1 сельский совет передан из Сосновского района (Руслановский сельский совет).

При этом Николаевский сельский совет присоединён к Захламинскому. Дубровинский сельский совет присоединён к Алексеевскому. Алексеевский сельский совет переименован в Виноградовский. Богдановский и Игнатьевский сельские советы присоединены к Самаринскому. Новостаничный сельский совет присоединён к Черёмуховскому. Ефимовский сельский совет присоединён к Михайловскому. Аксаковский сельский совет переименован в Немировский с переносом центра из села Аксаковка в село Немировка. Ильинский сельский совет переименован в Нижнеильинский с переносом центра из села Ильинка в село Нижняя Ильинка. Александровский сельский совет переименован в Новоалександровский с переносом центра из села Александровка в село Новоалександровка. Харинский сельский совет присоединён к Новоалександровскому. Латышский сельский совет присоединён к Немировскому. Сосновский сельский совет присоединён к Некрасовскому. Сперановский сельский совет присоединён к Пушкинскому и Ростовкинскому. Половинский сельский совет присоединён к Фабричному и Богословскому. Фабричный сельский совет переименован в Егорьевский с переносом центра из села Фабричного в село Егорьевка.
В 1930 году Омский округ упразднён, а район передан в прямое подчинение образованного Западно-Сибирского края.
В январе 1931 года из Трусовского сельского совета выделены Энбекшийский и Эстермайский. Шпехтовский сельский совет переименован в Коммунаровский.
В 1931 году центр Евтушинского сельского совета перенесён из села Евтушенко в коммуну «Украинский пролетарий». Центр Серебряковского сельского совета перенесён из посёлка Серебряковка в хутор № 12. Центр Энбекшийского сельского совета перенесён из аула Дюсен в аул Балтабек. Юрьевский сельский совет передан из Иконниковского района.
В январе 1931 года части Андреевского, Ачаирского, Богословского, Виноградовского, Егорьевского, Захламинского, Коммунаровского, Корниловского, Красноярского, Немировского, Новоалександровского, Новотроицкого, Пушкинского, Ростовкинского, Серебряковского, Станционно-Богдановского, Сыропятский, Усть-Заостровского, Черёмуховского, Черниговского, Чернолучинского, Энбекшийского, Эстермайского, Юрьевского сельских советов присоединены к Омскому городскому совету. Части Верхнебитинского, Лежанского, Нижнеильинского, Осиповского сельских советов переданы в Саргатский район. Части Демьяновского, Калиновского, Максимовского, Михеевского, Павлодаровского, Суховского сельских советов переданы в Иконниковский район. Части Верхнеильинского, Покрово-Иртышского сельских советов переданы в Черлакский район. Части Веселопривальского, Зотинского, Некрасовского, Новороссийского, Самаринского, Сосновского, Фоминовского сельских советов переданы в Калачинский район.
В июле 1931 года Руслановский сельский совет передан в Борисовский район.
В 1931 году в районе насчитывалось 138 населённых пунктов с населением 234849 человек.
В декабре 1931 года Александровский сельский совет присоединён к Корниловскому. Давыдовский сельский совет присоединён к Пушкинскому сельскому совету. Центр Пушкинского сельского совета перенесён из села Пушкино в село Ракитинка. Евтушинский сельский совет присоединён к Черниговскому. Никитинский сельский совет присоединён к Станционно-Богдановскому.
В 1932 году район упразднён:
- 24 сельских совета передано в Омский городской совет (Андреевский, Ачаирский, Богословский, Виноградовский, Егорьевский, Захламинский, Коммунаровский, Корниловский, Красноярский, Немировский, Новоалександровский, Новотроицкий, Пушкинский, Ростовкинский, Серебряковский, Станционно-Богдановский, Сыропятский, Усть-Заостровский, Черёмуховский, Черниговский, Чернолучинский, Энбекшийский, Эстермайский, Юрьевский сельские советы);
- 6 сельских советов передано в Калачинский район (Веселопривальский, Зотинский, Михайловский, Новороссийский, Самаринский, Фоминовский сельские советы);
- 6 сельских советов передано в Иконниковский район (Демьяновский, Калиновский, Максимовский Михеевский, Павлодаровский, Суховский сельские советы);
- 5 сельских советов передано в Саргатский район (Верхнебитинский, Лежанский, Нижнеильинский, Осиповский, Покровский сельские советы);
- 2 сельских совета передано в Черлакский район (Верхнеильинский, Покрово-Иртышский сельские советы)[13].

В январе 1935 года район восстановлен в составе Омской области из части Омского городского совета (Ачаирский, Богословский, Захламинский, Камышинский, Каржасский, Коммунаровский, Красногорский, Красноярский, Мельничный, Надеждинский, Нижнеильинский, Новоалександровский, Новотроицкий, Покровский, Пушкинский, Ребровский, Серебряковский, Сосновский, Сперановский, Троицкий, Усть-Заостровский, Черёмуховский сельские советы).
В марте 1935 года Камышинский сельский совет передан в Таврический район.
В декабре 1935 года район упразднён. Территория отошла в Омский городской совет (Ачаирский, Богословский, Захламинский, Каржасский, Коммунаровский, Красногорский, Красноярский, Мельничный, Надеждинский, Нижнеильинский, Новоалександровский, Новотроицкий, Покровский, Пушкинский, Ребровский, Серебряковский, Сосновский, Сперановский, Троицкий, Усть-Заостровский, Черёмуховский сельские советы).
В 1940 году район восстановлен под названием Ульяновский из части Кагановичского района (Ачаирский, Каржасский, Красногорский, Мельничный, Ребровский, Серебряковский, Сосновский, Троицкий, Усть-Заостровский, Черёмуховский сельские советы).
В 1941 году из Кагановичского района передан Богословский сельский совет.
В 1953 году в состав района вошёл упразднённый Кагановичский район (Коммунаровский, Красноярский, Надеждинский, Нижнеильинский, Новоалександровский, Новотроицкий, Покровский, Пушкинский, Сперановский сельские советы).
В 1954 году Сперановский сельский совет переименован в Андреевский. Серебряковский сельский совет переименован в Калининский с переносом центра из посёлка Серебряковка в село Калинино. Красногорский сельский совет присоединён к Мельничному. Новоалександровский сельский совет присоединён к Надеждинскому.
В мае 1956 года центр Коммунаровского сельского совета перенесён из села Классино в село Петровка.
В августе 1956 года Нижнеильинский сельский совет присоединён к Красноярскому.
В 1957 году из Кормиловского района передан Ивановский сельский совет.
В июле 1958 года центр Ивановского сельского совета перенесён из села Ивановка в село Бородинку. Каржасский сельский совет присоединён к Ребровскому. Мельничный сельский совет переименован в Лузинский с переносом центра из села Мельничного в село Лузино. Коммунаровский сельский совет переименован в Петровский.
В августе 1958 года из Красноярского и Новотроицкого сельских советов образован Чернолучинский поселковый совет с подчинением городу Омску.
В августе 1958 года Ивановский сельский совет переименован в Бородинский.
В 1959 году Черёмуховский сельский совет переименован в Иртышский с переносом центра из села Черёмуховского в посёлок Иртышский.
В 1960 году из Надеждинского сельского совета выделен Харинский поселковый совет.
В 1962 году из Красноярского сельского совета выделен образованный Крутогорский поселковый совет с подчинением городу Омску.
В декабре 1962 года из упразднённого Кормиловского района переданы Ефимовский, Новосельский, Сыропятский, Черниговский, Юрьевский сельские советы и Спайковский совхозный поселковый совет.
В январе 1963 года Харинский поселковый совет передан в Омский городской совет.
В феврале 1963 года район переименован в Омский. Присоединены Алексеевский, Борчанский, Ефимовский, Зотинский, Новосельский, Сыропятский, Черниговский, Юрьевский сельские советы, Кормиловский поселковый совет, Спайковский совхозный поселковый совет упразднённого Кормиловского района.
В январе 1965 года в Калачинский район переданы Борчанский, Зотинский, Новосельский сельские советы, Кормиловский поселковый совет.
В ноябре 1965 года в восстановленный Кормиловский район переданы Алексеевский, Ефимовский, Сыропятский, Черниговский, Юрьевский сельские советы и Спайковский совхозный поселковый совет.
В марте 1967 года из Ребровского и части Лузинского сельского совета образован Дружинский.
В декабре 1967 года из Ачаирского сельского совета выделен Комсомольский.
В 1975 году Бородинский сельский совет присоединён к Петровскому.
В 1976 году из частей Богословского и Иртышского сельских советов образован Морозовский.
В марте 1977 года Троицкий сельский совет переименован в Новоомский с переносом центра из села Троицкого в посёлок Новоомский.
В августе 1977 года в Лузинском сельском совете образован рабочий посёлок Входной с подчинением городу Омску.
В 1985 году из Лузинского сельского совета выделен Магистральный. Усть-Заостровский сельский совет переименован в Розовский с переносом центра из села Усть-Заостровка в село Розовка.
В феврале 1987 года из Богословского сельского совета выделен Ростовкинский. Из Новоомского сельского совета выделен Троицкий.
В ноябре 1987 года из Советского районного исполкома города Омска передан Чернолучинский дачный поселковый совет.
В сентябре 1990 года из Надеждинского сельского совета выделен Ключевский.
В ноябре 1990 года из Пушкинского сельского совета выделен Омский.
В феврале 1992 года Сосновский сельский совет передан в Азовский немецкий национальный район.
В июне 1992 года из Розовского сельского совета выделен Усть-Заостровский.
В мае 2004 года учреждён герб района.
В июле 2004 года центр района перенесён из города Омска в посёлок Ростовка. Установлены сельские округа.
В 2004 году рабочий посёлок Береговой, село Новоалександровка, населённый пункт Участок № 2 присоединены к Советскому административному округу города Омска. Рабочий посёлок Входной, деревня Булатово присоединены к Ленинскому административному округу города Омска. Рабочий посёлок Крутая Горка, посёлок Осташково присоединены к Октябрьскому административному округу города Омска. Часть села Троицкого, станция «Пламя» присоединены к Кировскому административному округу города Омска.
В 2004 году рабочие посёлки Береговой, Входной, Крутая Горка и сельские населённые пункты станция «Пламя», населённый пункт Участок № 2, деревня Булатово, посёлок Осташково, село Новоалександровка, часть села Троицкого включены в муниципальное образование городской округ город Омск.
В 2007 году название деревни 18 Партсъезда изменено на 18 Партсъезд.

## Население
| 1931     | 1959     | 1970     | 1979     | 1989    | 2002     | 2006     |
| -------- | -------- | -------- | -------- | ------- | -------- | -------- |
| 234 849  | ↘59 593  | ↘54 727  | ↗61 782  | ↗90 461 | ↗94 251  | ↗95 058  |
| 2009     | 2010     | 2011     | 2012     | 2013    | 2014     | 2015     |
| ↘93 284  | ↗94 086  | ↗94 279  | ↗96 765  | ↗98 826 | ↗100 206 | ↗100 750 |
| 2016     | 2017     | 2018     | 2019     | 2020    | 2021     | 2023     |
| ↗101 103 | ↘100 694 | ↘100 648 | ↘100 266 | ↘99 680 | ↗101 596 | ↘100 896 |
| 2024     |          |          |          |         |          |          |
| ↘100 576 |          |          |          |         |          |          |

### Урбанизация
В городских условиях (дачный посёлок Чернолучинский) проживают 1,51 % населения района.

### Национальный состав
По Всероссийской переписи населения 2010 года
| Национальность  | Численность населения, чел. | Доля от населения |
| --------------- | --------------------------- | ----------------- |
| Армяне          | 626                         | 0,67              |
| Казахи          | 2202                        | 2,34              |
| Немцы           | 3351                        | 3,56              |
| Русские         | 81707                       | 86,84             |
| Татары          | 1015                        | 1,08              |
| Украинцы        | 2086                        | 2,22              |
| Прочие нации    | 3099                        | 3,29              |
| Итого по району | 94086                       | 100,00            |

## Муниципально-территориальное устройство
В Омском районе 94 населённых пункта в составе одного городского и 23 сельских поселений:
| №  | Городское и сельские поселения       | Административный центр        | Количество населённых пунктов | Население | Площадь, км2 |
| -- | ------------------------------------ | ----------------------------- | ----------------------------- | --------- | ------------ |
| 1  | Чернолучинское городское поселение   | дачный посёлок Чернолучинский | 1                             | ↘1516     | 6,80         |
| 2  | Андреевское сельское поселение       | село Андреевка                | 6                             | ↘2458     | 150,89       |
| 3  | Ачаирское сельское поселение         | село Ачаир                    | 5                             | ↘3475     | 230,34       |
| 4  | Богословское сельское поселение      | село Богословка               | 11                            | ↘3848     | 203,64       |
| 5  | Дружинское сельское поселение        | село Дружино                  | 6                             | ↗9446     | 150,01       |
| 6  | Иртышское сельское поселение         | посёлок Иртышский             | 2                             | ↘3543     | 51,10        |
| 7  | Калининское сельское поселение       | село Калинино                 | 5                             | ↘1935     | 92,43        |
| 8  | Ключевское сельское поселение        | посёлок Ключи                 | 2                             | ↘4745     | 39,11        |
| 9  | Комсомольское сельское поселение     | посёлок Ачаирский             | 4                             | ↘2905     | 225,81       |
| 10 | Красноярское сельское поселение      | село Красноярка               | 2                             | ↘4688     | 103,74       |
| 11 | Лузинское сельское поселение         | село Лузино                   | 6                             | ↘11 835   | 292,56       |
| 12 | Магистральное сельское поселение     | посёлок Магистральный         | 3                             | ↗4214     | 20,07        |
| 13 | Морозовское сельское поселение       | село Морозовка                | 2                             | ↗4259     | 35,24        |
| 14 | Надеждинское сельское поселение      | село Надеждино                | 3                             | ↘2856     | 169,28       |
| 15 | Новоомское сельское поселение        | посёлок Новоомский            | 4                             | ↘5866     | 141,30       |
| 16 | Новотроицкое сельское поселение      | село Новотроицкое             | 4                             | ↘1594     | 174,71       |
| 17 | Омское сельское поселение            | посёлок Омский                | 3                             | ↗4820     | 116,08       |
| 18 | Петровское сельское поселение        | село Петровка                 | 7                             | ↘2580     | 471,20       |
| 19 | Покровское сельское поселение        | село Покровка                 | 5                             | ↘1410     | 320,53       |
| 20 | Пушкинское сельское поселение        | село Пушкино                  | 5                             | ↗4092     | 144,00       |
| 21 | Розовское сельское поселение         | село Розовка                  | 2                             | ↘2371     | 83,74        |
| 22 | Ростовкинское сельское поселение     | посёлок Ростовка              | 1                             | ↘5493     | 5,38         |
| 23 | Троицкое сельское поселение          | село Троицкое                 | 2                             | ↗8259     | 58,73        |
| 24 | Усть-Заостровское сельское поселение | село Усть-Заостровка          | 3                             | ↗2688     | 114,30       |

| №  | Населённый пункт              | Тип                                | Население | Муниципальное образование            |
| -- | ----------------------------- | ---------------------------------- | --------- | ------------------------------------ |
| 1  | 18 Партсъезд                  | деревня                            | ↘234      | Андреевское сельское поселение       |
| 2  | 2733 км                       | железнодорожный остановочный пункт | ↗24       | Богословское сельское поселение      |
| 3  | 2737 км                       | железнодорожный остановочный пункт | ↗12       | Богословское сельское поселение      |
| 4  | Алексеевка                    | деревня                            | ↘21       | Покровское сельское поселение        |
| 5  | Андреевка                     | село                               | ↗1443     | Андреевское сельское поселение       |
| 6  | Андреевский                   | посёлок                            | ↘587      | Андреевское сельское поселение       |
| 7  | Ачаир                         | село                               | ↘2023     | Ачаирское сельское поселение         |
| 8  | Ачаирский                     | посёлок                            | ↗2355     | Комсомольское сельское поселение     |
| 9  | Березовка                     | деревня                            | ↘3        | Калининское сельское поселение       |
| 10 | Березянка                     | деревня                            | ↗403      | Омское сельское поселение            |
| 11 | Ближняя Роща                  | деревня                            | ↘65       | Лузинское сельское поселение         |
| 12 | Богословка                    | село                               | ↗1658     | Богословское сельское поселение      |
| 13 | Большекулачье                 | деревня                            | ↘197      | Надеждинское сельское поселение      |
| 14 | Бородинка                     | деревня                            | ↘385      | Петровское сельское поселение        |
| 15 | Верхний Карбуш                | деревня                            | ↘494      | Троицкое сельское поселение          |
| 16 | Вперёд                        | деревня                            | ↗201      | Андреевское сельское поселение       |
| 17 | Горячий Ключ                  | посёлок                            | ↗2846     | Дружинское сельское поселение        |
| 18 | Густафьево                    | станция                            | ↗209      | Богословское сельское поселение      |
| 19 | Давыдовка                     | деревня                            | ↗20       | Пушкинское сельское поселение        |
| 20 | Дачный                        | посёлок                            | ↘497      | Надеждинское сельское поселение      |
| 21 | Девятериковка                 | деревня                            | ↘287      | Петровское сельское поселение        |
| 22 | Дружино                       | село                               | ↗4746     | Дружинское сельское поселение        |
| 23 | Зелёная Роща                  | деревня                            | ↗25       | Богословское сельское поселение      |
| 24 | Зеленовка                     | деревня                            | ↘127      | Омское сельское поселение            |
| 25 | Зелёное Поле                  | деревня                            | ↗186      | Магистральное сельское поселение     |
| 26 | Иртышский                     | посёлок                            | ↗3537     | Иртышское сельское поселение         |
| 27 | Калачево                      | деревня                            | ↗293      | Новоомское сельское поселение        |
| 28 | Калинино                      | село                               | ↘1336     | Калининское сельское поселение       |
| 29 | Калиновка                     | деревня                            | ↘231      | Петровское сельское поселение        |
| 30 | Классино                      | деревня                            | ↗195      | Покровское сельское поселение        |
| 31 | Ключи                         | посёлок                            | ↘3312     | Ключевское сельское поселение        |
| 32 | Комсомол                      | деревня                            | ↘262      | Комсомольское сельское поселение     |
| 33 | Королевка                     | деревня                            | ↘149      | Петровское сельское поселение        |
| 34 | Красная Горка                 | село                               | ↘926      | Дружинское сельское поселение        |
| 35 | Красная Тула                  | посёлок                            | ↘220      | Комсомольское сельское поселение     |
| 36 | Красноярка                    | село                               | ↘4431     | Красноярское сельское поселение      |
| 37 | Крутобережный                 | посёлок                            | →17       | Дружинское сельское поселение        |
| 38 | Левобережный                  | разъезд                            | ↗183      | Богословское сельское поселение      |
| 39 | Луговая                       | деревня                            | ↗140      | Новотроицкое сельское поселение      |
| 40 | Лузино                        | село                               | ↘7973     | Лузинское сельское поселение         |
| 41 | Лузино                        | станция                            | ↘52       | Лузинское сельское поселение         |
| 42 | Магистральный                 | посёлок                            | ↗2103     | Магистральное сельское поселение     |
| 43 | Малахово                      | деревня                            | ↗172      | Покровское сельское поселение        |
| 44 | Малокулачье                   | деревня                            | ↗269      | Новотроицкое сельское поселение      |
| 45 | Мельничное                    | село                               | ↗665      | Дружинское сельское поселение        |
| 46 | Морозовка                     | село                               | ↗2717     | Морозовское сельское поселение       |
| 47 | Набережный                    | посёлок                            | ↘367      | Ачаирское сельское поселение         |
| 48 | Надеждино                     | село                               | ↗2205     | Надеждинское сельское поселение      |
| 49 | Нива                          | деревня                            | ↘238      | Розовское сельское поселение         |
| 50 | Нижняя Ильинка                | деревня                            | ↘368      | Красноярское сельское поселение      |
| 51 | Николенко                     | деревня                            | ↘216      | Ачаирское сельское поселение         |
| 52 | Никоновка                     | село                               | ↘198      | Покровское сельское поселение        |
| 53 | Новая                         | деревня                            | ↘101      | Калининское сельское поселение       |
| 54 | Новомосковка                  | село                               | ↗1174     | Богословское сельское поселение      |
| 55 | Новоомский                    | посёлок                            | ↗5218     | Новоомское сельское поселение        |
| 56 | Новотроицкое                  | село                               | ↘1181     | Новотроицкое сельское поселение      |
| 57 | Октябрьский                   | посёлок                            | ↗379      | Калининское сельское поселение       |
| 58 | Омский                        | посёлок                            | ↗4338     | Омское сельское поселение            |
| 59 | Падь                          | деревня                            | ↗46       | Иртышское сельское поселение         |
| 60 | Петровка                      | деревня                            | ↗1460     | Лузинское сельское поселение         |
| 61 | Петровка                      | село                               | ↘1544     | Петровское сельское поселение        |
| 62 | Петрушенко                    | разъезд                            | ↗227      | Дружинское сельское поселение        |
| 63 | Подгородка                    | деревня                            | ↘671      | Пушкинское сельское поселение        |
| 64 | Покровка                      | село                               | ↘1262     | Покровское сельское поселение        |
| 65 | Покрово-Иртышское             | деревня                            | ↘509      | Комсомольское сельское поселение     |
| 66 | Половинка                     | деревня                            | →0        | Андреевское сельское поселение       |
| 67 | Посёлок имени Комиссарова     | посёлок                            | ↗292      | Усть-Заостровское сельское поселение |
| 68 | Приветная                     | деревня                            | ↗1225     | Лузинское сельское поселение         |
| 69 | Прудки                        | деревня                            | ↗81       | Богословское сельское поселение      |
| 70 | Путинцево                     | деревня                            | ↘389      | Новоомское сельское поселение        |
| 71 | Пушкино                       | село                               | ↘2203     | Пушкинское сельское поселение        |
| 72 | Пятилетка                     | посёлок                            | ↘957      | Лузинское сельское поселение         |
| 73 | Развязка                      | разъезд                            | ↘27       | Богословское сельское поселение      |
| 74 | Ракитинка                     | деревня                            | ↗1369     | Морозовское сельское поселение       |
| 75 | Ракитинка                     | деревня                            | ↘125      | Пушкинское сельское поселение        |
| 76 | Ребровка                      | село                               | ↗466      | Магистральное сельское поселение     |
| 77 | Речной                        | посёлок                            | ↘837      | Ачаирское сельское поселение         |
| 78 | Розовка                       | село                               | ↘2325     | Розовское сельское поселение         |
| 79 | Ростовка                      | посёлок                            | ↘5493     | Ростовкинское сельское поселение     |
| 80 | Серебряковка                  | деревня                            | ↘302      | Калининское сельское поселение       |
| 81 | СибНИВИ                       | посёлок                            | ↘76       | Андреевское сельское поселение       |
| 82 | Смирновка                     | деревня                            | ↘88       | Ачаирское сельское поселение         |
| 83 | Травкино                      | деревня                            | ↗118      | Богословское сельское поселение      |
| 84 | Троицкое                      | село                               | ↗7729     | Троицкое сельское поселение          |
| 85 | Трусовка                      | деревня                            | ↘142      | Петровское сельское поселение        |
| 86 | Ульяновка                     | село                               | ↗1608     | Богословское сельское поселение      |
| 87 | Усть-Заостровка               | село                               | ↗1868     | Усть-Заостровское сельское поселение |
| 88 | Усть-Заостровское Лесничество | населённый пункт                   | ↘63       | Усть-Заостровское сельское поселение |
| 89 | Фадино                        | станция                            | ↘218      | Новоомское сельское поселение        |
| 90 | Халдеевка                     | деревня                            | ↘200      | Петровское сельское поселение        |
| 91 | Харино                        | село                               | ↗1437     | Ключевское сельское поселение        |
| 92 | Хвойный                       | посёлок                            | ↘519      | Пушкинское сельское поселение        |
| 93 | Чернолучинский                | дачный посёлок                     | ↘1516     | Чернолучинское городское поселение   |
| 94 | Чернолучье                    | село                               | ↗258      | Новотроицкое сельское поселение      |

## Экономика
- Бюджет Омского муниципального района Омской области на 2010 год составил: доходы — 757030,4 тыс.рублей и расходам — 757030,4 тыс. рублей[75].
- Бюджет Омского муниципального района Омской области на 2011 год составил: доходы — 848362,4 тыс.рублей и расходам — 848362,4 тыс. рублей[76].

## Транспорт
Через район проходят М38 (автомагистраль), М51, Р402 (автодорога), Транссибирская магистраль.
Протяжённость дорог составляет 649 км, в том числе общего пользования — 561,2 км. Доля автомобильных дорог с твёрдым покрытием в общей протяжённости автомобильных дорог общего пользования составляет 90,9 %.
Все населённые пункты района обеспечены регулярным транспортным сообщением, обслуживание населения осуществляется автомобильным, речным и железнодорожным видами транспорта.

## Достопримечательности
Памятники истории, архитектуры, археологии и монументального искусства района
- Ачаирский форпост — одно из первых основанных русскими поселений в районе, село Ачаир
- селище «Ачаир-VIII» эпоха поздней бронзы, ранний железный век, конец I тысячелетия-начала II тысячелетия, село Ачаир
- мемориал воинам-землякам, погибшим в годы Великой Отечественной войны 1941—1945 годы, установлен в 1975 году, село Лузино
- курганная группа «сибниисхоз-1», посёлок СибНИВИ
- городище «андреевка-3» (сперановское городище) начало I тысячелетие до н. э.-XVIII век н. э., село Андреевка
- братская могила 19 красноармейцев, погибших 14 ноября 1919 года в сыропятском бою, деревня Половинка
- памятник П. С. Комиссарову — первому сибирскому садоводу, установлен в 1948 году, сад им. Комиссарова село Усть-Заостровка
- усть-заостровский станец — одно из первых русских поселений, село Усть-Заостровка
- памятник В. И. Ленину, установлен в 1968 году, посёлок Омский
- 4 археологических памятник — городище, селище и поселения; деревня Большекулачье
- 3 археологических памятник — грунтовый могильник, поселения; село Надеждино
- курган «ребровка-1», село Ребровка
- могила участников Куломзинского восстания, погибших в годы гражданской войны, дом культуры деревня Верхний Карбуш
- Мельничный редут XVIII век, село Мельничное
- селище «горячий ключ-1», посёлок Горячий Ключ
- памятник воинам-землякам, погибшим в годы Великой Отечественной войны 1941—1945 годы, установлен в 1950 году, село Розовка
- 6 археологических памятников — селища; деревня Малокулачье
- 4 археологических памятника — селища и курганная группа; деревня Луговая
- Чернолуцкая слобода — одно из первых поселений края, село Чернолучье
- селище «новотроицкое-1», село Новотроицкое
- 3 археологических памятника — курганные группы и курган; село Богословка
- поселение «новомосковка-1», село Новомосковка
- селище «красноярка-1», село Красноярка
- курганная группа «ростовка-3» II тысячелетие до н. э. адроновская и карасукская культуры, посёлок Ростовка

## Палеогенетика
- В Ростовке (левобережье реки Омь в 15 км от Омска) выявлена пара родственников второй степени родства (ROT011 и ROT015), оба из которых являются мужчинами, несущими Y-хромосомную гаплогруппу C2a. Также у сейминско-турбинских образцов из могильника Ростовка определили Y-хромосомные гаплогруппы R1a1a1-M417, R1a1a1b-Z645, R1ba1a-M73, Q1b-M346, N1a1a1a1a-L392[77].
- У образца BIY011.A0101 (Mountain Bitiya, № 228/27, 400—200 лет до н. э., покрытие 0,0495) из урочища Горная Бития на реке Ишим, расположенного в 8 км к юго-западу от деревни Нижняя Ильинка (Омский район), определили Y-хромосомную гаплогруппу R1b-M269 и митохондриальную гаплогруппу U4a1. У образца BIY005.A0101 (Mountain Bitiya, № 228/20, III—II века до н. э., саргатский горизонт) определили Y-хромосомную гаплогруппу F(F-P14,F-M89) и митохондриальную гаплогруппу D4j. У остальных саргатских образцов определили Y-хромосомные гаплогруппы Q1a(Q-M1155,Q-L472), Q1a2a(Q-L475,Q-L53), N1c1(N-L395,N-M46), N1c1a1a(N-L392), N1c1a1a2(N-CTS10082,N-Z1936), G(G-M3509.1,G-M201), NO(NO-F549,NO-M2313), CT(CT-M5603,CT-M168) и митохондриальные гаплогруппы H7e, R1b1, G2a1, U4b1b1, U4d2, U5a1a2a, N1a1a1a1a, H2a1[78].